# La Mata (Viladasens)
La Mata es una entidad de población española del municipio de Viladasens, perteneciente a la provincia de Gerona, en la comunidad autónoma de Cataluña.

## Toponimia
El lugar puede encontrarse referido como La Mata y Mata.

## Historia
Hacia mediados del siglo XIX, el lugar era referido como un caserío ya por entonces perteneciente al municipio de Viladasens. Aparece descrito en el undécimo volumen del Diccionario geográfico-estadístico-histórico de España y sus posesiones de Ultramar de Pascual Madoz con las siguientes palabras:

MATA: cas. en la prov., part. jud. y dióc. de Gerona, aud. terr., c. g. de Barcelona, ayunt., térm. y jurisd. de Viladasens, del cual dista 1/4 de leg.; se compone de un grupo de 6 casas entre las que se halla Mas ó Manso Nicolau.
(Madoz, 1848, p. 287)

En 2023, la entidad singular de población de La Mata tenía empadronado 1 habitante, en diseminado.